# 戸部彪平
戸部 彪平（とべ ひょうへい、1881年（明治14年）4月2日 - 1945年（昭和20年）2月16日）は、日本の政治家、農政家である。

## 経歴・人物
群馬県吾妻郡嬬恋村に生まれる。1924年（大正13年）に同村の田代区域長となり、1928年（昭和3年）には村長に昇格した。1932年（昭和7年）からは当時貧窮に陥った嬬恋村の村民への救済のために、青果商人の青木彦治や農業技術員として活動していた塚田国一郎と共に冷涼な気候に適していたことよりキャベツの栽培及び生産を始める。
その後はキャベツの栽培のみならず、ハクサイやジャガイモといった高原野菜の生産や道路整備の5年計画を立案及び実行に携わる等、嬬恋村の基礎を築き地域の活性化に貢献した。